# Aspilapteryx magna
Aspilapteryx magna là một loài bướm đêm thuộc họ Gracillariidae. Nó được tìm thấy ở vùng Alborz, Iran.
Sải cánh dài 15–16 mm.